# Sukcesja ekologiczna
Sukcesja ekologiczna, sukcesja biocenoz, sukcesja – jedna z najważniejszych form zmienności biocenoz w czasie. W odróżnieniu od cyklicznych fluktuacji sezonowych sukcesja ekologiczna jest procesem kierunkowym. Proces przebiega etapami od stadium początkowego poprzez stadia pośrednie do klimaksu. Stadium klimaksu w danych warunkach klimatyczno-siedliskowych można uznać za stadium stabilne. Jednak i ono podlega zmianom pod wpływem ciągłych zmian klimatu oraz ewolucji. W naturalnych warunkach Polski zmiany biocenoz klimaksowych zachodzą ok. 10 razy wolniej niż zmiany w biocenozach etapów wcześniejszych.

## Przykłady sukcesji

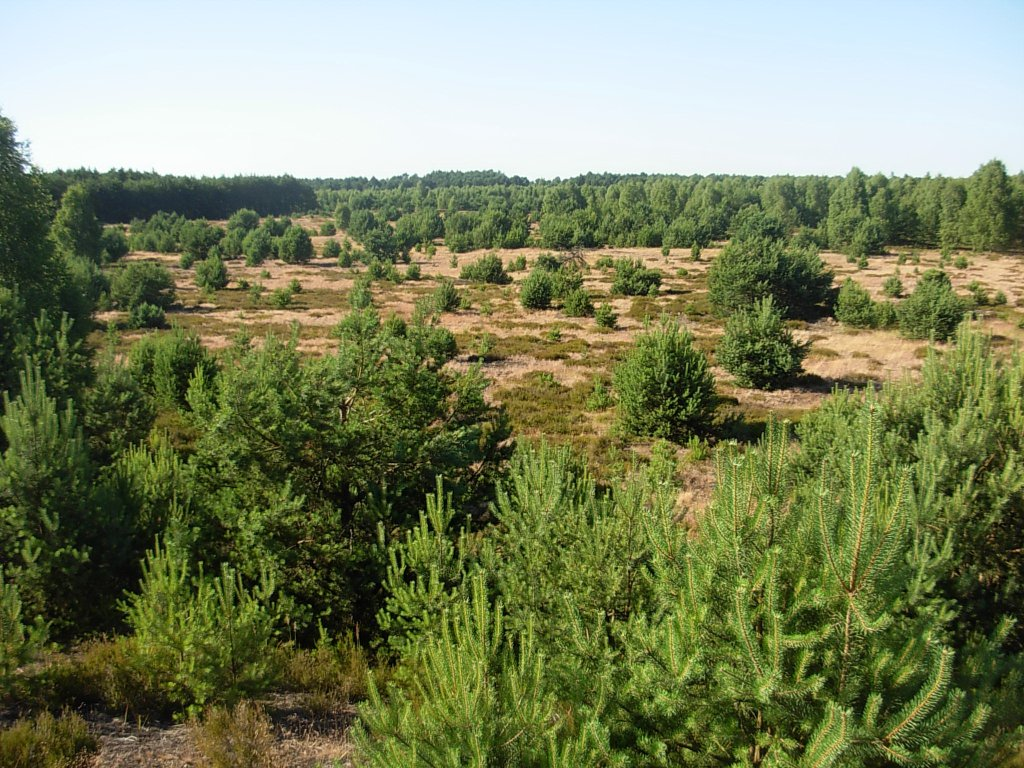
Naturalna sukcesja leśna na obszarze Puszczy Bydgoskiej

Przykładem sukcesji roślinnej może być zmiana biocenoz w miarę starzenia się zbiornika wodnego, czyli jego lądowacenie. Pierwszą fazą jest wypłycanie i coraz szersze zarastanie płem, obszar przekształca się w młakę, następnie różne rodzaje torfowisk, a w końcu staje się typowym środowiskiem lądowym, trawiastym lub leśnym (zależnie od ilości opadów).
Przykładem sukcesji poza królestwem roślin może być kształtowanie się osadu czynnego biologicznej oczyszczalni ścieków. Początkowo osad składa się wyłącznie z bakterii oraz jednokomórkowych pierwotniaków, z czasem przybywa bakterii włóknistych oraz pierwotniaków kolonijnych, osiadłych. Stopniowo między nimi wytwarza się równowaga, wówczas oczyszczanie przebiega najefektywniej.

## Rozwój teorii
Teoria sukcesji po raz pierwszy została sformułowana przez amerykańskiego botanika Frederica Clementsa. Wywarła duży wpływ na terminologię ekologiczną i rozumienie takich pojęć jak biocenoza i ekosystem. Obecnie teorię tę w pierwotnej postaci zarzucono, ale wiele terminów z teorii Clementsa wciąż pozostaje w użyciu, niekoniecznie w pierwotnym znaczeniu. Clements w swej teorii traktował biocenozę jako swoisty superorganizm – jedną całość (podobnie jak w fitosocjologii traktowane bywa zbiorowisko, zespół). Teoria sukcesji doczekała się licznych modyfikacji, uzupełnień i nowych propozycji. W konsekwencji obecnie termin „sukcesja” może być używany w różnych kontekstach i mieć różne znaczenie ekologiczne.
Obserwacje zmian w układach ekologicznych doprowadziły początkowo do sprzecznych wniosków: jednym badaczom wydawało się, że proces jest ściśle kierunkowy i zdeterminowany (superorganizmalna interpretacja biocenozy, deterministyczny charakterze sukcesji), inni widzieli w nim zjawisko czysto losowe – grę indywidualnych interesów różnych gatunków (proces losowy i uwarunkowany demograficznie).

## Rodzaje sukcesji

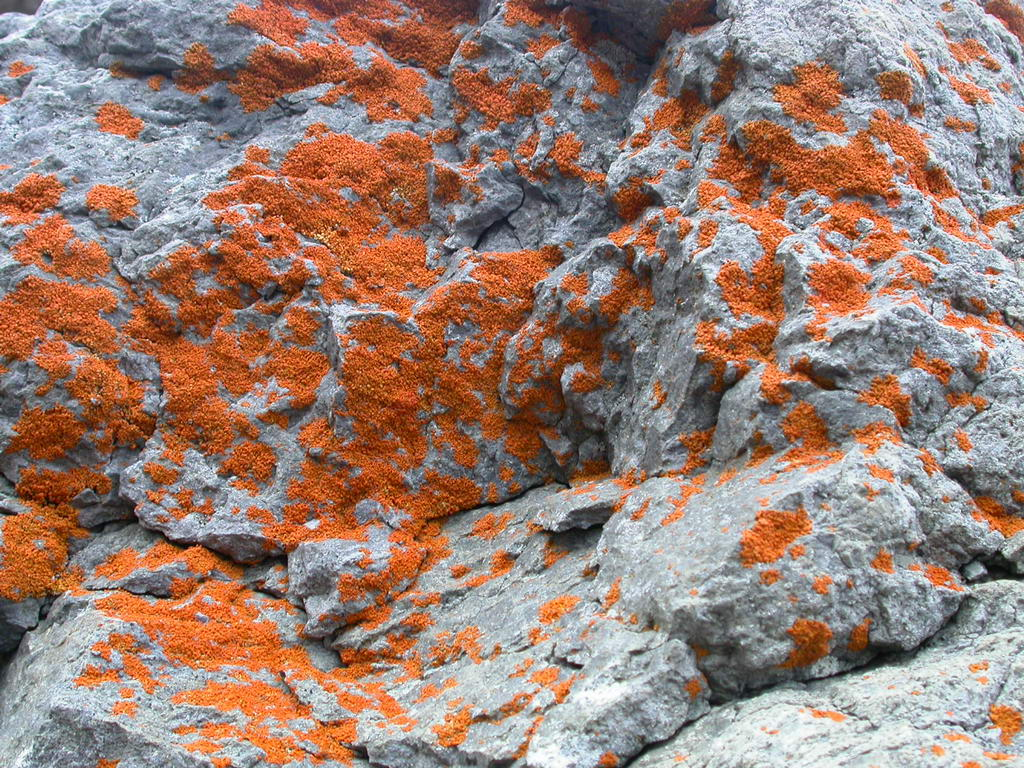
Sukcesja pierwotna: porosty naskalne

Obecnie sukcesję definiuje się jako sekwencję naturalnych zmian składu gatunkowego i struktury biocenoz. Sukcesja przebiega przez stadia seralne, od stadium pionierskiego do klimaksu. Sukcesja pierwotna występuje, gdy organizmy żywe kolonizują obszar dotychczas jałowy. Pierwsze przybywają organizmy pionierskie. Sukcesja wtórna przebiega na obszarze już wcześniej zasiedlonym, nie jałowym lecz mocno zmienionym np. przez pożar. Wyróżnia się sukcesję autogeniczną, której przebieg zależy wyłącznie od organizmów biorących w niej udział, oraz sukcesję allogeniczną, wymuszoną przez zmiany w środowisku (np. zmiany poziomu wód lub klimatu).

### Sukcesja autogeniczna
Sukcesja autogeniczna jest zapoczątkowana przez czynniki wewnętrzne, które zachodzą pomiędzy biocenozą a czynnikami abiotycznymi. Sukcesja pierwotna jest procesem, w którym organizmy pionierskie zajmują nowe środowiska, dotąd nie zajmowane przez żadną biocenozę. Gatunki pojawiające się jako pierwsze muszą umieć korzystać z ubogich zasobów dostępnych w nowym środowisku. Jednak ich obecność zmienia środowisko, przygotowując je dla kolejnych stadiów sukcesji. Podłoże zostaje wzbogacone o materię organiczną i biogeny. Takie warunki sprzyjają wkraczaniu kolejnych gatunków, które są bardziej rozwinięte i wygrywają konkurencję o siedlisko. Sukcesja pierwotna prowadząca do powstania biocenozy leśnej jest procesem długotrwałym, trwającym często kilkaset lat.
Sukcesja wtórna to proces odbudowywania się biocenozy, która uległa zniszczeniu. Zniszczenia mogą mieć charakter antropogeniczny, jak i abiotyczny np. pożar, powódź. W przypadku sukcesji wtórnej charakterystyczne jest, że gatunki pionierskie szybko zasiedlają nowy teren i szybciej też są zastępowane przez silniejsze organizmy, stanowiące kolejne stadium sukcesji.

### Sukcesja allogeniczna
W sukcesji allogenicznej przemiany są zapoczątkowywane przez czynniki zewnętrzne, środowiskowe. Czynniki te mogą być długotrwałe i krótkotrwałe. Czynniki długotrwałymi są np. zmiany klimatyczne związane z następującymi po sobie zlodowaceniami. Przykładem zmian krótkotrwałych jest nagromadzenie się osadów po powodzi. Takie krótkotrwale działające czynniki mogą zakłócić proces sukcesji lecz po pewnym czasie zwykle następuje powrót na utarty szlak.

## Modele sukcesji
Zaproponowano kilka modeli sukcesji mających tłumaczyć kierunkowe zmiany biocenoz (głównie roślinności i morskich organizmów osiadłych). Wszystkie modele są zgodne co do tego, że gatunki pionierskie są gatunkami krótkowiecznymi, oportunistycznymi, o dużej zdolności rozprzestrzeniania się i szybkim wzroście.
Sukcesja ekologiczna dotyczy zarówno świata roślinnego jak i zwierzęcego. Jednakże ze względu na osiadły tryb życia roślin jak i bardziej zaawansowane badania fitosocjologiczne w porównaniu z zoocenologią, większość modeli sukcesji opracowano na podstawie zmian w szacie roślinnej. Większość opisywanych przykładów dotyczy, albo roślin, albo organizmów osiadłych (np. morskie osiadłe skorupiaki, gąbki i koralowce). Zgrupowania zwierzęce, zoocenozy skutecznie opierają się uogólnieniom.
Wydaje się, że w odniesieniu do zwierząt przydatniejsze do oceny i badania zmian składu gatunkowego jak i struktury biocenoz jest pojęcie równowagi zastosowane w biogeografii wysp oceanicznych, opracowane przez MacArthura i Wilsona. Model ten wykorzystywano także do badania innych układów, np. zbiorników wodnych, śródpolnych zadrzewień itp., formułując nowy termin wyspa siedliskowa. Współczesne modele sukcesji uwzględniają także analizę alternatywnych cykli życiowych i prawidłowości na poziomie cykli życiowych i strategii życia.

### Klasyczny model sukcesji (Clementsa)
Według klasycznego modelu wymiana gatunków w późniejszych stadiach sukcesji jest ułatwiana przez gatunki żyjące we wcześniejszych latach.
Koncepcję sukcesji rozwinęli głównie botanicy J. E. B. Warming i H. C. Cowles (1901), badający stadia rozwoju piaszczystych wydm. Badania nad sukcesją doprowadziły do powstania czterech hipotez sukcesji. Pierwszą jest klasyczna teoria sukcesji, którą Egler (1954) nazwał sztafetą florystyczną, ponieważ zakłada ona uporządkowany liniowy układ zmian w biocenozie. Klasyczne koncepcje sukcesji zostały bardzo szczegółowo opracowane przez F. E. Clementsa (1916, 1936), który podał pełną teorię sukcesji roślinnej i rozwoju biocenozy nazywaną hipotezą monoklimaksu. Według Clementsa biocenoza jest wysoce zintegrowanym superorganizmem, rozwijającym się, aby osiągnąć jedyny możliwy na danym obszarze punkt końcowy – klimaks klimatyczny.

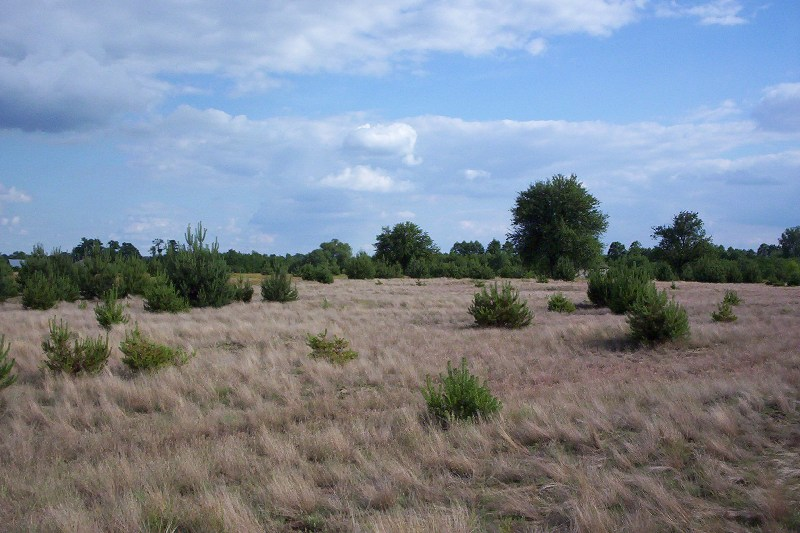
Sukcesja wtórna: na łąki i pola leżące odłogiem wraca las

Rozwój biocenozy odbywa się stopniowo i jest progresywny, od prostych biocenoz pionierskich do stadium ostatecznego klimaksu. Sukcesja taka przebiega wyłącznie dzięki zależnościom biotycznym – rośliny i zwierzęta stadiów pionierskich tak zmieniają środowisko, że staje się ono korzystne dla nowego zestawu gatunków, a cykl taki powtarza się do czasu osiągnięcia klimaksu. Zgodnie z poglądem Clementsa, rozwój biocenozy w drodze sukcesji jest wobec tego analogiczny do rozwoju pojedynczego organizmu (Clements 1936, Phillips 1934–1935). Sukcesja odwrócona (retrogresja) jest możliwa tylko w przypadku wystąpienia w środowisku zakłóceń, takich jak pożar, wypasanie czy erozja. Sukcesja wtórna różni się od pierwotnej tym, że istnieje „glebowy bank nasion” pochodzących od roślin, które występowały w późnych stadiach sukcesji, tak że we wczesnych stadiach sukcesji wtórnej są obecne także gatunki późnych stadiów.

### Model zastępowania
Model zastępowania zwraca uwagę na lokalne odnowienie składu gatunkowego, na sposób, w jaki wymieniają się rośliny tego samego gatunku i jak gatunki się zastępują oraz jak wkraczają nowe, gdy zaburzenie środowiska otwiera drogę sukcesji na nowych terenach (sukcesja wtórna). Jednym z mechanizmów sukcesji jest konkurencja o ograniczone zasoby (Tilman 1985). Jednym ze sposobów mechanistycznego modelowania sukcesji jest zastosowanie modelu opartego na pojedynczej roślinie, w którym traktuje się niedobór światła jako bezpośredni czynnik ograniczający (Huston i Smith 1987). Każdy organizm roślinny jest wyposażony w swoiste gatunkowe cechy: maksymalny wzrost i długość życia oraz maksymalną szybkość wzrostu i tolerancję na zacienienie. Większość z tych modeli przy modelowaniu sukcesji lasu stosowano do drzew, ale mogły być stosowane również dla innego typu roślin. Kluczową zmienną w tych modelach jest dostępność światła, a każda z roślin jest analizowana w celu stwierdzenia, jak dużo zacienienia powodują jej sąsiedzi. Jeśli światło jest ograniczane, odpowiednio zmniejsza się szybkość wzrostu i współczynnik przeżywalności. Prosty, mechanistyczny model tego typu może dać sekwencje sukcesyjne gatunków drzew, które przypominają naturalną sukcesję (Shugart 1984). W każdym przypadku zwycięża gatunek, który najlepiej toleruje zacienienie przy regeneracji i osiąga największe rozmiary. Stadia seralne różnią się w zależności od tego, które drzewa są obecne.
Do tych prostych modeli można dołączyć dodatkowe efekty konkurencji o zawarty w glebie azot, tak że zarówno światło, jak i azot stają się zasobami, których niedobór jest czynnikiem ograniczającym (Tilman 1985, Shugart 1984). Mechanizmy ograniczania wzrostu przez niedobór substancji pokarmowych sprawiają, że modele te są bardziej realistyczne, ale także trudniejsze do oceny. Najlepsze modele sukcesji stworzono dla drzew. Z powodu znaczenia gospodarczego drzew, zgromadzono znaczną wiedzę o cechach związanych z cyklem życiowym poszczególnych gatunków.

### Model hamowania
Na drugim biegunie znajduje się model hamowania, według którego wymiana gatunków jest hamowana przez wcześniejszych kolonizatorów, a szeregi sukcesyjne zależą od tego, jaki gatunek osiedlił się pierwszy.
Podstawowym założeniem klasycznej teorii sukcesji jest, że jeden gatunek zastępuje drugi, ponieważ w każdym stadium gatunki tak przekształcają środowisko, że dla nich samych staje się ono mniej odpowiednie, dla innych zaś bardziej odpowiednie. Wymiana gatunków jest więc procesem uporządkowanym i przewidywalnym oraz sprawia, że sukcesja jest procesem kierunkowym. Cechy te spowodowały, że Connell i Slatyer (1977) nazwali taką teorię sukcesji modelem ułatwiania.
Zgodnie z poglądem Clementsa, biocenoza klimaksowa w każdym rejonie jest określana przez klimat. Inne biocenozy mogą powstać z powodu szczególnego rodzaju gleby, pożarów lub wypasania, ale są one możliwe do sklasyfikowania tylko w odniesieniu do końcowego punktu klimaksu klimatycznego. Wobec tego naturalna klasyfikacja biocenoz musi być oparta na klimaksie klimatycznym, który odpowiada stanowi równowagi na danym terenie.
Connel i Slatyer (1977) zaproponowali drugą ważną hipotezę sukcesji, nazywając ją modelem hamowania. Według tego poglądu sukcesja jest bardzo niejednorodna, ponieważ rozwój fitocenozy w dowolnym miejscu zależy od tego, jaki gatunek dotrze tam pierwszy. Wymiana gatunków niekoniecznie jest uporządkowana, ponieważ każdy gatunek eliminuje lub hamuje rozwój nowych kolonistów. W ten sposób sukcesja staje się bardziej indywidualistyczna i mniej przewidywalna, ponieważ biocenozy nie zawsze dążą do klimaksu klimatycznego. Żaden gatunek nie ma w tym modelu przewagi w konkurencji z drugim. Którykolwiek z gatunków osiedli się w danym miejscu pierwszy, ten utrzymuje je do końca. Sukcesja w tym modelu postępuje od gatunków krótko żyjących do gatunków długowiecznych i nie polega na uporządkowanej wymianie.

### Model tolerancji
Model tolerancji zakłada, że na wymianę gatunków w toku sukcesji nie mają wpływu wcześniejsi kolonizatorzy, a gatunki późniejszych stadiów sukcesji są w stanie tolerować niższy poziom zasobów.
Model tolerancji zaproponowali Connel i Slatyer (1977). Jest to model pośredni między modelem ułatwiania i modelem hamowania. Według modelu tolerancji obecność gatunków wczesnych stadiów sukcesji nie ma zasadniczego znaczenia – sukcesję może rozpocząć każdy gatunek. Niektóre gatunki mogą jednak uzyskać przewagę w konkurencji i właśnie one będą dominować w biocenozie klimaksowej Gatunki są wymieniane przez inne, które lepiej tolerują działanie czynników ograniczających. W zależności od początkowych warunków, sukcesja przebiega albo na skutek inwazji gatunków późniejszych stadiów, albo ubywania początkowych kolonistów.
Model tolerancji znany jest także pod nazwą: sekwencja początkowego składu florystycznego (Egler 1954).

### Model kolonizacji
Model kolonizacji losowej przewiduje, że wymiana gatunków w trakcie sukcesji ekologicznej jest procesem losowym, zachodzącym bez udziału oddziaływań międzygatunkowych. Niektóre fragmenty szeregów sukcesyjnych pasują do modelu klasycznego, ale więcej z nich, jak się wydaje, pasuje do modelu hamowania.
Model kolonizacji został zaproponowany przez Lawtona (1987) i miał służyć jako model zerowy. Model kolonizacji losowej zakłada, że sukcesja polega jedynie na losowym przeżywaniu różnych gatunków i losowej kolonizacji przez nowe gatunki. Nie ma żadnego „ułatwiania” i żadnej konkurencji międzygatunkowej.

### Porównanie modeli
Wyżej wymienione modele sukcesji (klasyczny, zastępowania, hamowania, tolerancji) są zbieżne pod tym względem, że przewidują pojawienie się w procesie sukcesji najpierw wielu gatunków pionierskich (oportuniści), które wykształciły w toku ewolucji wiele cech ułatwiających kolonizację: jak szybki wzrost, produkcja licznych nasion, ale niewielkich rozmiarów, duże możliwości dyspersji. Ważną cechą cyklu życiowego organizmów jest odwrotna korelacja między cechami, które zapewniają sukces we wczesnych stadiach sukcesji a cechami, które są korzystne w późnych stadiach (Huston i Smith 1987).
Żaden z modeli zastosowany osobno nie wyjaśnia w pełni sekwencji wydarzeń w sukcesji. Obecnie próbujemy analizować sukcesję jako dynamiczny proces wynikający z równowagi między zdolnością kolonizowania nowych siedlisk przez niektóre gatunki i efektywnością w konkurencji innych (zob. model wyspy). Sukcesja nie zawsze polega na kierunkowych i postępowych zmianach od prostych ku złożonym biocenozom.

## Sukcesja jako zjawisko losowe
Jednym z prostych modeli opisujących sukcesję jako zjawisko całkowicie losowe są łańcuchy Markowa – model matematyczny. Modele te dotyczą procesów losowych, w których przejście układu z jednego stadium do następnego określa prawdopodobieństwo zależne wyłącznie od aktualnego stanu układu. W takim ujęciu nie ma znaczenia stan początkowy układu ani cała jego historia, nie zakłada się też żadnego mechanizmu determinacji lub samoregulacji. Mimo to łańcuchy Markowa dają dobre, powtarzalne przewidywania przebiegu różnych procesów, w tym również sukcesji.

## Model układu klimaksowego
Zmiany cykliczne powtarzają się wciąż na nowo, stanowiąc element wewnętrznej dynamiki biocenozy. Cykl życiowy dominujących organizmów określa zmiany cykliczne, z których wiele jest spowodowanych zmniejszeniem się z wiekiem żywotności roślin wieloletnich. W wielu lasach polanki utworzone przez przewracające się drzewa (luki leśne) tworzą mozaikę płatów przechodzących cykliczne zmiany w obrębie biocenozy klimaksowej.
Biocenozy w przyrodzie nie są stabilne przez długi czas z powodu krótkoterminowych zmian klimatu, innych czynników środowiskowych oraz cyklicznych zmian procesów wzrostu, dojrzewania i śmierci organizmów. W przypadku większości biocenoz obserwujemy zmiany w czasie, ale nie znamy wszystkich czynników, które je powodują. Z tego powodu trudno jest proponować, co zrobić, aby zmienić kierunek niepożądanych zmian. Problem ten ma szczególne znaczenie w biocenozach przekształconych w wyniku działalności człowieka.
W początkowych stadiach sukcesji pierwotnej o składzie biocenozy decydują warunki fizyczne i pionowe (troficzne) interakcje międzygatunkowe (pierwsze dwa warunki „ograniczonego członkostwa”). W stadiach późniejszych, kiedy wpływ żywych organizmów na środowisko staje się coraz mniej znaczący, a tempo procesów w ekosystemie zbliża się do granic wyznaczonych przez warunki fizyczne, coraz większy wpływ na ustalenie składu gatunkowego zaczynają wywierać interakcje poziome (konkurencja).

## Model wyspy
Pojęcie sukcesji używane było i jest w różnych kontekstach i znaczeniach. Pomijając szczegółowe omówienie mechanizmów sukcesji, pojęcie sukcesji używane jest w czterech znaczeniach:
- zmiany zgrupowań w czasie (gradient czasu, nieciągłość w czasie),
- zmiany zgrupowań w gradiencie przestrzeni (nieciągłość środowiska, zmienność w przestrzeni),
- „altruistyczne” udostępnianie zasobów (klasyczne ujęcie rozwinięte przez Clemensa),
- cenofilogeneza.

Dwa pierwsze podejścia to ujęcie demograficzne: zgrupowania kształtują się jako wynik interakcji między różnymi gatunkami i konkretnymi parametrami środowiska (zróżnicowane cechy gatunków i zmienne środowisko). Trzecie podejście zakłada istnienie quasi-organizmalnego (prawie jak organizm) układu o charakterze całości. Czwarte uwzględnia zmiany ewolucyjne gatunków pod wpływem interakcji w biocenozie, w wyniki długotrwałego wzajemnego oddziaływania.
Sukcesja niezależnie od kontekstu realizuje się w przestrzeni: krajobrazie, układzie naturalnie wyodrębnionym.
Niezależnie od różnic przystosowawczych gatunków do gradientów środowiskowych, obserwujemy strategie życiowe przystosowane (korzystne) do nieprzewidywalnych zmian (nieciągłość i niepowtarzalność zmian, nieregularność, niecykliczność). Możemy wyróżnić dwie skrajne strategie (na osi kontinuum): oportunistów i specjalistów.
Strategia oportunistyczna (łapacza okazji, korzystającego z okazji, gatunku o szerokiej walencji ekologicznej) jest korzystna w warunkach niestabilnych, nieprzewidywalnych, dużej zmienności w czasie i niejednorodności w przestrzeni (duża nieciągłość środowiska). Strategia specjalisty korzystniejsza jest w warunkach stałych, stabilnych, ciągłych, powtarzalnych).

### Mechanizmy sukcesji
Na zjawisko sukcesji ekologicznej można spojrzeć pod kątem strategii życiowych. W tak rozumianej sukcesji główną rolę odgrywają trzy mechanizmy:
- Eliminacyjne działanie czynników zaburzających (stresy, katastrofy): udostępnianie przestrzeni lub zasobów w układzie naturalnie wyodrębnionym, pojawianie się wolnych, nieskolonizowanych wysp, luk, niezapasożyconych żywicieli.
- Różna zdolność gatunków do kolonizowania nowo powstających wysp, wolnych przestrzeni lub wolnych zasobów pokarmowych. Jedne są szybszymi kolonizatorami, inne wolniejszymi.
- Zdolność do rozwoju w warunkach imigracji (pojawiania się nowych gatunków, zdolność do wygrywania w konkurencji z innymi gatunkami (specjaliści sprawniejsi w wykorzystywani zasobów). Jedne gatunki są lepszymi konkurentami, inne przegrywają w tej konkurencji.

W konsekwencji w przebiegu sukcesji następuje wymiana gatunków o różnych (alternatywnych) strategiach życiowych, a w szczególności wymiana gatunków oportunistycznych (przystosowanych do siedlisk niestabilnych, zmiennych, nieciągłych czasowo i przestrzennie) na gatunki wyspecjalizowane, typowe dla siedlisk stabilnych, ciągłych, niezmiennych.
We wczesnych etapach sukcesji, w układach udostępnionych, nowo powstałych wyspach) lub układach często zaburzanych, dominują gatunki, których strategia życiowa polega na dużej dyspersyjności i łatwości w kolonizowaniu: duża liczba nasion łatwo się rozprzestrzeniających, duża liczba jaj, lecz z małą ilością substancji zapasowych, liczne larwy dyspersyjne. Gatunki te odznaczają się szerokimi zakresami preferencji siedliskowych, pokarmowych, ekologicznych itd., cechują się zazwyczaj małymi rozmiarami, szybkim wzrostem i zakończeniem całego cyklu rozwojowego zanim zostaną wyparte przez konkurentów lub zanim „wyspa zatonie”. Gatunki tej grupy (strategia r, oportunizm ekologiczny) inwestują energię w większości w produkcję diaspor lub dużą liczbę potomstwa.
W dalszych etapach sukcesji (dalej w czasie od zaburzeń i nieciągłości) lub układach o rzadkich nieprzewidywalnych, nieregularnych i niepowtarzalnych zaburzeniach, zaczynają dominować gatunki przystosowane do niskiego poziomu stresów (bardzo wrażliwe na stresy i zaburzenia), przystosowane do środowiska stabilnego i powtarzalnego – ciągłego. Gatunki z tej grupy (strategia K, specjaliści) odznaczają się znacznie mniejszą dyspersyjnością i wolniej (później z braku odpowiednich przystosowań do kolonizacji) pojawiają się na powstających wolnych „wyspach”, wolnych przestrzeniach lub zasobach. Charakteryzują się węższymi zakresami preferencji ekologicznych, niską rozrodczością, małą liczbą nasion (nasion rozsiewanych na niewielkie odległości) lub potomstwa, lecz zaopatrzonego w substancje zapasowe ewentualnie występuje opieką nad potomstwem. Energia inwestowana jest w sukces potomstwa nie zaś jego liczebność. Gatunki te charakteryzują się wolnym wzrostem w młodości i długowiecznością i dużymi rozmiarami zazwyczaj. W konsekwencji osiągają dominację w biocenozach o stabilniejszych warunkach.
Wariant 1 (gradient czasu) i wariant 2 (gradient przestrzeni) wydają się być obrazem tego samego zjawiska: zróżnicowanego sukcesu alternatywnych strategii w różnych warunkach pod względem ciągłości-nieciągłości, zmienności-niezmienności.
Porównywanie zmian czasowych i zmienności w przestrzeni możliwe jest na gruncie modelu demograficznego; zróżnicowanego sukcesu w zależności od ciągłości środowiska.

### Altruizm i cenofilogeneza
Niezależnie od wyżej przedstawionego poglądu, sukcesja bywa rozpatrywana pod kątem tworzenia przez organizmy żywe nowych warunków siedliskowych i troficznych (działalność życiowa modyfikuje środowisko; zużywanie jednych zasobów, udostępnianie, uaktywnianie innych). Umożliwia to imigrowanie i osiedlanie się innych gatunków. Gatunki więc tworzyłyby nowe wyspy. Nic dziwnego, że czasem traktowane są te gatunki jako altruiści umożliwiający osiedlenie się i życie innym gatunkom.
Zmiany w środowisku (wyspie siedliskowej) mogą wynikać z wyczerpywania się zasobów (rośnie znaczenie większej efektywności i silniejszej konkurencyjności) i pogarszania się warunków życia. W tym kontekście same organizmy poprzez swoje oddziaływania troficzne i paratroficzne wpływają na dynamikę struktury dominacji. Także i ten aspekt sukcesji daje się sprowadzić do wyżej omówionego modelu „demografii wyspy”. Oddziaływania biotyczne można potraktować równorzędnie z innymi zaburzeniami, czynnikami środowiska.
W wyniki działalności życiowej gatunków następuje udostępnienie lub utrudnienie dostępu do zasobów lub przestrzeni (przestrzeń często sprowadza się do zasobów, np. dla roślin dostęp do światła).
Powyższe punkty widzenia sprowadzają się do rozpatrywania sukcesji jako zmian gatunkowych w gradiencie zmian środowiska (zmiany w przestrzeni lub czasie). W takim rozumieniu zakłada się niezmienność preferencji ekologicznych gatunków (gatunki są niezmienne w czasie). Zasoby genotypu są niezmienne.
Uchylając powyższe założenie (uproszczenie!) rozpatrzmy sytuację, w której gatunki (ewentualnie organizmy, populacje) zmieniają się w czasie, zmieniają swoje genotypy, czyli podlegają ewolucji: zmieniają się i przystosowują do nowych warunków i czynników środowiskowych. W konsekwencji ich preferencje ekologiczne (siedliskowe, pokarmowe) ulęgają bardziej lub mniej powolnym zmianom.
W końcu więc sukcesja może być rozpatrywana jako zjawisko koewolucyjnego integrowania układu ekologicznego. Możemy mówić o filocenogenezie (lub cenofilogenezie), w wyniku której następuje zmiana preferencji ekologicznych lub cykli życiowych (strategii włącznie). Oportuniści mogą ewoluować w kierunku specjalizacji, zaś specjaliści zmieniać się w oportunistów. Mierzalnym efektem tego procesu jest zmniejszanie się liczby i intensywności stosunków antagonistycznych, a zwiększanie się liczby związków mutualistycznych w ekosystemach. Długotrwałe oddziaływanie najczęściej zmniejsza patogeniczność pasożytów lub nawet powoduje wytworzenie się typowej symbiozy mutualistycznej.
Proces filocenogenezy możliwy jest jedynie w układach ciągłych czasowo, układach stabilnych i niezmiennych w dłuższym czasie, przynajmniej więcej niż długość trwania jednego pokolenia rozpatrywanego gatunku. Inaczej selekcja nie może zmienić częstości genów ułatwiających przeżycie. Na tym etapie możliwe jest także powstawanie nowych gatunków poprzez tworzenie się izolowanych populacji (zmiana strategii poprzez specjację, jak i radiację adaptacyjną). Omawiany proces można nazwać ewolucją biocenozy i rozpatrywać jako zjawisko odmienne od sukcesji. Na odmienność tych procesów zwracało uwagę już wcześniej wielu autorów.
W aspekcie ewolucyjnym najczęściej chyba obserwowanym procesem jest przechodzenie od strategii oportunistycznej do strategii specjalisty (wszelkie wielkie radiacje po wielkich wymieraniach), zachodzące w warunkach ustabilizowanych, ciągłości (przy braku „gotowych” imigrantów) Jednakże proces przeciwny: od specjalisty do oportunisty również występuje i to chyba wcale nie tak rzadko! Często poprzez zjawisko pedogenezy, poliembrionii czy neotenii.
Specjacja przez zmianę lub rozszerzenie zakresu preferencji ekologicznych możliwa jest przy braku konkurentów. Proces specjacji i ewolucyjnego powstawania gatunki jest dłuższy niż imigracyjne pojawianie się „gotowego” specjalisty. Dlatego specjacja (np. z oportunisty do specjalisty, lub z roślinożercy na drapieżcę itp.) możliwa jest albo przy kompletnym braku gatunków przystosowanych do danej niszy (wielkie wymieranie, ekstynkcja), albo silnej izolacji uniemożliwiającej imigrację „gotowych” gatunków z terenów sąsiednich.
Wolna niezasiedlona przestrzeń (w aspekcie fizycznym lub pokarmowym) kolonizowana jest przez nowo powstających (nowo wyewoluowanych) „osadników”. Jest to więc specyficzna migracja do nowych siedlisk, nowych „wysp”. Brak sprawniejszych i efektywniejszych konkurentów umożliwia powolną kierunkową adaptację.

## Źródła i literatura uzupełniająca
- January Weiner: Życie i ewolucja biosfery. Warszawa: PWN, 2006. ISBN 83-01-14174-3. Brak numerów stron w książce
- Ch. J. Krebs: Ekologia. Eksperymentalna analiza rozmieszczenia i liczebności. Warszawa: PWN, 1996, s. 639. ISBN 83-01-12041-X.
- Winfried Lampert, Ulrich Sommer: Ekologia wód śródlądowych. Warszawa: PWN, 2001. ISBN 83-01-13387-2. Brak numerów stron w książce
- Aulay Mackenzie, Andy S. Ball, Sonia R. Virdee, Krótkie wykłady Ekologia, Warszawa: PWN, 2007. Brak numerów stron w książce
- Stanisław Czachorowski Sukcesja ekologiczna
- Stanisław Czachorowski Wpływ nieciągłości krajobrazu na liczbę i liczebność gatunków – model symulacyjny
- Stanisław Czachorowski Związek cykli życiowych z heterogennoscią środowiska i krajobrazu
- Grzegorz Gryziak. Colonization by mites of glacier-free areas in King George Island, Antarctica. „Pesquisa Agropecuária Brasileira”. 44, s. 891-895, sierpień 2009. DOI: 10.1590/S0100-204X2009000800013.